# 尾本安代
尾本 安代（おもと やすよ、生年不詳11月22日生 - ）は、日本のバレリーナ・バレエ指導者である。11歳のときに根本美香のもとでバレエを始め、1972年に谷桃子バレエ団に入団した。谷バレエ団のプリマ・バレリーナとして活躍し、日本国外でも多くの舞台に出演した。谷バレエ団などでの後進の指導とともに、各種バレエコンクールの審査員も務めている。

## 経歴
横浜市金沢八景の生まれ。1963年に11歳でバレエを始め、根本美香に師事した。1968年、根本の所属する谷桃子バレエ団研究所に入所し、高校生のときには谷が主演する『ジゼル』でコール・ド・バレエを務めた。
1972年、関東学院女子短期大学英文科を卒業し、同年正式に谷バレエ団の団員となった。谷バレエ団では主力ダンサーとして『白鳥の湖』のオデット＝オディール、『ドン・キホーテ』のキトリやジプシー、『ジゼル』のタイトル・ロールやミルタなどの大役を踊り、同バレエ団を代表するプリマ・バレリーナとして活躍した。
尾本に転機が訪れたのは、1978年のことであった。文化庁在外研修員に選ばれた尾本は、かねてから憧れていたアリシア・アロンソが所属するキューバ国立バレエ団（en:Cuban National Ballet）を研修先に選んだ。尾本がアロンソに惹きつけられたのは「あの年齢で踊るなんてすごい。それにヨーロッパのバレリーナとはひと味ちがう」と思ったからであった。
キューバ国立バレエ団ではアロンソの指導を受け、団員扱いで多くの舞台に出演した。このときには、モナコのアカデミー・デュ・ダンセ・クラシークでも研鑽を積んでいる。1979年に在外研修が終了すると、日本で舞台に立つかたわらパリ、ナント（フランス）、モナコ、キューバ、イタリア、香港など、日本国外の舞台にも招聘されて踊る機会が多くなった。
1982年、『バレエ入門 バレリーナの手紙』（川路明著）で写真モデルを務めた。この本は朝日出版社発売の『バレエの基礎レッスン』（全2巻）と関連していて、尾本はこのビデオでもモデルとして出演している。川路は尾本について「明るさと気力に満ちたダンサー」と称賛している。
クラシックの諸作品を始め、モダン作品やコンテンポラリー創作までレパートリーは幅広い。1973年に東京新聞主催の第30回全国舞踊コンクールでバレエ第一部1位（文部大臣奨励賞）を受賞したのを始め、1987年に橘秋子優秀賞、1989年には服部智恵子賞を受賞している。
谷桃子バレエ団研究所で特別クラス教師を務める他、日本音楽高等学校、東京女子体育大学、お茶の水女子大学等でも非常勤講師として後進の指導にあたっている。全国舞踊コンクールや全国鎌倉バレエコンクールなど各種バレエコンクールでは審査員も務めている。2011年には、NPO法人総合芸術支援協会理事長に就任した。